# Agua tibia bajo un puente rojo
Agua tibia bajo un puente rojo es una película dirigida por Shohei Imamura en el año 2001. La cinta participó en la selección oficial del Festival de Cannes de ese año.

## Argumento
La vida de Yosuke (Kōji Yakusho) es una ruina. Sin empleo, con más de cuarenta años, se esfuerza en buscar trabajo y riñe con una esposa que lo abandonó hace tiempo, porque no puede llevarle un salario a casa. Los únicos amigos de este hombre son un mendigo (Mansaku Kuwa) y un viejo sabio, ahora vagabundo, llamado Taro (Kazo Kitamura). Pero Taro muere un buen día, sin un motivo aparente, y el pobre Yosuke ha de cumplir una promesa que le hizo tiempo atrás: recobrar un tesoro que el viejo robó de un templo (un Buda de oro) y que luego escondió en una casa de madera, cerca de un puente rojo, en la ribera del río... Con esta imagen en mente, Yosuke se hundirá en el campo, buscará la casita y allí encontrará otro tesoro que jamás hubiera esperado: una extraña mujer (Misa Shimizu), una joven que tiene en su vientre un manantial de agua fértil.

## Reparto
- Kōji Yakusho como Yosuke Sasano.
- Misa Shimizu como Saeko Aizawa.
- Mitsuko Baisho como Mitsu Aizawa.
- Mansaku Fuwa como Gen.
- Isao Natsuyagi como Masayuki Uomi.
- Yukiya Kitamura como Shintaro Uomi.
- Hijiri Kojima como Mika Tagami.
- Toshie Negishi como Tomoko Sasano.
- Sumiko Sakamoto como Masako Yamada.
- Gadarukanaru Taka como Taizo Tachibana.
- Mickey Curtis como Nobuyuki Ohnishi.
- Takao Yamada como Kazuo Namamura.
- Katsuo Nakamura como Takao Yamada.
- Kazuo Kitamura como Taro.